# Elisabetta Trenta
Elisabetta Trenta (Velletri, Laci, 4 de juny de 1967) és una professora i política italiana. Membre del Moviment 5 Estels, és actualment, i d'ençà l'1 de juny del 2018, Ministra de Defensa del Govern Conte.
El 15 d'agost de 2019 es destacà internacionalment quan es va oposar rotundament a l'ordre de Matteo Salvini, ministre d'Interior del govern italià, d'impedir l'arribada del vaixell de l'ONG catalana Proactiva Open Arms a les aigües italianes, tot declarant emfàticament: ‘No signo en nom de la humanitat‘.